# Escudo de Windsor (Ontario)
El escudo de armas de Windsor, Ontario, es un escudo que simboliza el pasado de la ciudad, el presente y su cultura. Los dos leones representan la realeza y la lealtad a la Corona; el ciervo representa la riqueza de la fauna del área. La rueda del automóvil representa la industria del automóvil de la ciudad. Las Rosas representan el clima cálido y numerosos parques de la ciudad, así como su apodo de "City of Roses" (Ciudad de las Rosas). El escudo muestra la flor de lis, por su población franco-canadiense, con el río Detroit en la parte inferior. La cinta en la parte inferior es el lema de la ciudad: “The River and the Land Sustain Us” (El río y la Tierra nos mantienen).